# 実況パワフルプロ野球12
『実況パワフルプロ野球12』（じっきょうパワフルプロやきゅう12）は2005年7月14日にコナミから発売されたPlayStation 2、ニンテンドー ゲームキューブ用プロ野球ゲームソフト。2005年12月15日には実況パワフルプロ野球12決定版が発売された。GC版は12決定版が最後のナンバリングタイトルとなった。

## 概要
PS2、GC版共通の新要素として、野球教室、チャンピオン大会、応援曲作成が追加。PS2版のみの新要素としてネットワークを利用したオート対戦熱闘パワプロリーグ（2006年12月20日サービス終了）が追加されている。

### ゲームモード
データあれこれ
データ管理モード。オリジナル選手・応援曲のパスワードの入出力、メモリーカードによる選手・応援曲・アレンジチーム移動、オリジナル選手の音声・成績設定などが行える。GC版のみパスワードでパワポケ7、GBA版パワポケ1・2の作成選手データを移せる。GC決定版ではパワポケ8、パワポケ甲子園、パワポケダッシュの作成選手データも入力可能。
対戦
1P対COM、1P対2P、COM対COMでシチュエーションを自由に設定し1試合の対戦を行う。
サクセス
詳細は後述。
チャンピオン大会
1人用のチャンピオンカップモード、トーナメント（16人までHUM・COM数を自由に選択できる）モード、リーグモード（従来のリーグモードと内容は同じ。プレーオフモードもあり）が用意されている。チャンピオンカップには以下の3カップがある。
- プロ野球カップ
実在12球団で争う。アレンジ・オールスターチームは選択不可。
- 夏の高校野球杯
オリジナルチームを使用して歴代シリーズ（パワポケ含む）のサクセスモードに登場した15高校（次回作パワプロ13に登場する高校もある）と対戦する。球場は阪神甲子園球場固定。
参加高校
複数登場した高校はチームの所属メンバーが登場する作品を記述。
パワプロ9
  - パワフル高校 - 全高校共通選手の矢部・手塚・円谷がいる（猿山は2学年下のため登場しない）。
  - あかつき大学付属高校
  - そよ風高校
  - 恋恋高校
  - 球八高校 - パワプロ8で登場した白鳥（パピヨン）がいる。
  - 流星高校

パワポケ1
  - 極亜久高校
  - 大東亜学園
  - 聖皇学園

パワポケ4
  - 日の出高校

パワプロ13
  - 帝王実業高校
  - 南ナニワ川高校
  - 聖タチバナ学園高校
  - アンドロメダ学園高校
  - 大漁水産高校
- 伝説最強カップ
歴代のOB選手を活躍した時代別に分けた7チームと対戦する。球場は野球アカデミースタジアム（全シナリオクリアで登場する隠し球場）固定。

ペナントモード
セ・パ交流戦を導入。さらに今作では1リーグ制、チーム数変更など柔軟なチーム編成が可能になった（交流戦は2リーグ各6チームの場合のみ、パ・リーグプレーオフは2リーグ制かつパリーグ6チーム以上の参加が必要）。アレンジモードで作成したオリジナルチームも参加できる（オリジナル化していないアレンジチームと初期チームおよびベースチームが同じ非オリジナルチームを同時に参加させることはできない。またオールパシフィック、オールセントラルも参加不可）。
ドラフトに向けたスカウト活動で自由獲得枠が導入された。各年の8月以降に大学・社会人選手を自由獲得枠で獲得することができるが、2順目の指名権を失う。また、ドラフトでの抽選が封筒を選ぶ、実際のものに近い形式に変更された。
パワプロ10・11で無くなっていた自由契約選手のテスト入団が復活した。また、契約更改後でも選手を解雇できるようになった。
マイライフモード
パワプロ11をベースに、難易度の仕様変更、出塁時の盗塁操作や投手時の打撃操作が可能になるといったシステムの細かな調整が行われた。オリジナル選手の使用はアイテムなしで可能。
性格が画面内で確認できなくなった代わりに、野球選手としての「格」の概念が加わっている。ルーキー（二流）、一流半、一流、超一流の四段階あり、一流以上の選手からはこちらの格が高くならないと相手にされない（ただしNPCの格は確認できない）。ゲームの途中で加わる助っ人外国人はほとんどが一流選手扱いなので交友を持つのが難しい。
東北楽天ゴールデンイーグルス主催試合の際、表示されている地図の位置は正しい宮城県仙台市にもかかわらず、地名は誤った盛岡（岩手県）となっている。
野球教室モード
従来のキャンプモードどおりの「練習」と、コーチさん（ドラマティックペナントのコーチさんとは別人で口はない）の指導の下で操作の基本を学ぶ「野球教室」の二つのモードがある。
応援曲作成
応援曲を作成することができる。作成した応援曲は選手に設定することで試合中に演奏することができる。また、作成した応援曲をパスワードで入力できる（このパスワードもオリジナル選手同様、PS2版、GC版間の互換性はない）。

## サクセスモード
サクセスモードの概要は実況パワフルプロ野球 サクセスモードを参照。
舞台は野球が盛んな架空の都市「パワフルタウン」。「はばたけ！野球アカデミー編」、「絶体絶命！社会人助っ人編」、「奇跡を起こせ!プロテスト編」の3つのシナリオがあり、それぞれ主人公の立場もアカデミーの生徒、社会人、草野球チームに所属するフリーターと大きく変わっている。タウンの施設は新しく建設されたり潰れてなくなったりするが、前回までのプレイが反映されるため、町を育てることで選手育成に有利なイベントが発生する場合もある。
プレイ期間は4月から7月までの僅か四ヶ月間、とシリーズでも屈指の短さだが、1日単位でコマンド選択が可能な為、「ターン数」そのものが特に少ないということはない。
本作もパラレルワールドで時間軸としては『11』の直後、但し「友沢・橘が大卒プロ入りを果たせなかった世界」である。
なお、「野球アカデミー」が国内に複数設立され「野球の専門学校」として社会的認知を受けていたり、『8』「ドラフ島」の中心人物である神高一族が再登場して陰謀を企てたりと、『パワプロ』シリーズにしてはフィクション性の強い舞台設定となっている。
「社会人助っ人編」と「プロテスト編」に限り、茨城ゴールデンゴールズと対戦可能。萩本欽一監督（当時）もキャラクターとして登場する。

### 各シナリオのストーリーと特徴
プロテスト編以外は従来の仕様通り、ドラフト指名されたか否かでクリアが決まる。また、プロテスト編以外は特殊なゲームオーバー条件がある。
はばたけ！野球アカデミー編
主人公は、プロ野球選手を目指すため、パワフルタウンに出来た「パワフル野球アカデミー」に入学する。そこは「四ヶ月で、プロ野球選手になるよう育成させる目的の野球専門学校」である。はたして、プロ野球選手になることができるのか？
最初にA,B,C組のどれかを選べる。選んだ組によって担当と練習環境が大きく変化する。ゲーム終盤の全国大会でコールド負けすると強制的にゲームオーバーとなる。また、3つのシナリオをクリアーした後に最終戦を勝利すると隠しチームと戦える。
絶体絶命！社会人助っ人編
主人公は、プロ野球の道を諦め切れず、野球部のあるミゾットスポーツのパワフルタウン支店に入社する。しかし、この支店は、負債を抱えており、その合計は9800万円（直後にブロンコが200万をかけて研究開発を行うので1億になる）。この負債を返済するために支店長が考えたのは、なんと社会人野球チームに自分たちを助っ人として送り込み、その結果で報酬を得ることだった。はたして、期限までに負債を完済し、プロ野球選手になることができるのか？
このシナリオは会社の借金を返済する事が第一なので、どれだけスカウトの評価が高くても借金が完済できないと倒産でゲームオーバーになってしまう。助っ人は野手は1打席勝負で打点をあげる、投手は最長1イニングを無失点に抑える事が成功条件となるので、プレイヤーの勝負強さが求められる。
また、社会人で会社に勤めているという関係上、このシナリオだけバイトをしてお金を稼ぐことが一切不可能な代わりに月の終わりに給料がもらえる月給制となっている(そのため実質入手できるお金が決まっている)。
奇跡を起こせ!プロテスト編
主人公は、野球アカデミーに入学しようとしたが、入学前の審査で不合格となっていた。しかし、子供の頃からの夢だったプロ野球選手の希望を捨てきれず、草野球チーム、河川敷ミラクルズに入団する。しかし、ある日、仲間だったチームメイトが突然矢部と自分を残しチームから抜けた。どうしても野球がしたい主人公は、アルバイト、人員捜索でチームの再興を図る。果たして、主人公は、まともに試合が出来るチームをつくり、プロテストへの弾みとなりプロテストに合格することができるのか。
ゲームスタート時点で、上述の通り主人公と矢部の二人しか在籍していないため、練習の効率化や練習試合を行うためには、チームメイトを集めなければいけない。また、河川敷を除く練習環境や練習試合の際の球場利用は有料レンタルとなる為、上記二つより、金銭のやり繰りが重要になる。
このシナリオのクリア条件は特殊で「全ての週と最後の草野球大会終了後のプロテストに合格する事」であり、最終試合終了後にプロテストを受けることになる。投手は10球勝負、打者は10球勝負か、60秒間のノックのテストで合格ノルマを満たせばクリアとなり、晴れてプロ入りする事になる。合格ノルマはスカウトの評価に応じて変わり、高ければ高い程ノルマが低くなる。その関係上、例えスカウトの評価が最低でもノルマを満たせばクリアできる(逆に言えば合格条件を満たせなければどれだけスカウトの評価が高くてもゲームオーバーとなる)。

### 登場人物
年齢は4月1日時点。

#### 各シナリオ共通
パワプロ君
主人公。名前は変更可能。
矢部 明雄
主人公の友人。アカデミー編・プロテスト編では主人公がキャプテンを断った際にキャプテンとなる。
影山スカウト
おなじみのスカウト。この人の評価がなければプロにはなれない。
ダイジョーブ博士
各作品でも登場する博士。
萩本 欽一
実在する茨城ゴールデンゴールズの監督（当時）。社会人編とプロテスト編で街で出会ったパワプロ君に試合を持ちかけてくる。

#### 彼女候補
出木 千夏(いづるぎ・ちなつ)
アカデミー編ではパワフルアカデミーの事務員で、自ら志願しマネージャー兼任となる。流哉の姉で、ゴンタの秘密を知る人物の一人。ほかのシナリオでは町で強引なアンケート勧誘を受けてる所を主人公が助けることで出あう。
瀬久椎 佳織(せくしい・かおり)
社会人助っ人編では主人公と同じミゾットスポーツ支店の経理部所属社員で登場。苗字のセクシーの通り男を手玉に取るのが得意で、社員からは恐れられている一面もある。与志とは同じ高校出身。タウンにミゾットスポーツを建設していればほかのシナリオでも登場する。
悠木 凛凛(ゆうき・りんりん)
プロテスト編では壊滅状態になったミラクルズで矢部と共に残ったマネージャー。普段は中華料理店で働いており、仲良くなった男性客を「お兄ちゃん」と呼ぶ（主人公もお兄ちゃんと呼ばれている）。他のシナリオでも登場。
姫野 カレン
アカデミー編では出あった後にパワフルアカデミーに編入してくる（アカデミー編の佐藤太郎参照）。彼女にしやすいうえ、今回はこれといったマイナスイベントが無いばかりか、デート代を全額負担してくれる。他のシナリオでも登場。

#### アカデミー編
友沢 亮
シリーズの二代目ライバルキャラ。投手だったが高校時代に右肘を故障し、遊撃手に転向した。父親が会社の借金を背負わされて失踪した為、入院中の母や幼い弟妹を助けるべくプロ入りを切望している。22歳。
橘 みずき
シリーズの二代目ヒロイン。サウスポーの技巧派投手。橘財閥の令嬢。自己中心的でワガママだが、友沢曰く「本当は素直で優しい」。22歳。
神童 裕二郎
パワフルアカデミーの設立者にして初代会長。元メジャーリーガー。みずきの姉・聖名子と婚約しており、エンディングで無事ゴールインする。32歳。
早川あおい
A組講師。シリーズの初代ヒロイン。初の女性プロ野球選手。引退後はパワフル大学でコーチを務め、様々な方面から指導者として要請が来る中、アカデミーの指導者に就いた。三人の講師の中では一番穏やか。スタンプシステムを採用している。26歳。
猪狩守
C組講師。シリーズの初代ライバル。カイザースのエース。ピッチャー返しの直撃で利き腕の左肘を剥離骨折してしまい、リハビリを兼ねてアカデミーの講師となった。指導者としては実力第一主義であり、実戦テストが多めに組まれる。26歳。社会人編でもたまにCMのゲストとしても登場する。
阿畑やすし
特別指導員。たこ焼き屋を経営している元プロ野球選手。主人公に妙な練習法を勧めたり、オリジナル変化球やオリジナルストレート考案に一役買う。ほかのシナリオでも登場。二児の父。27歳。
渋井 灰斗（しぶい・ぐれいと）
B組講師。かつてはアメリカでコンディショニングコーチをしていた。厳しいが、その反面極度の子煩悩。渋井特別練習なる練習を全員に強制することが多く、その内容はコンディショニングコーチにふさわしくない過酷なものから、深夜のTV番組のノリの物まで様々。
出木 流哉（いづるぎ・りゅうや）
先発型の投手。ゴンタと一緒に野球アカデミーに入学する。主人公より年下であり、姉に千夏がいる。時々自己中心になるときがあるが千夏に諌められ、我にかえる。カーブ、シュートを駆使するアンダースローの右腕。18歳。
波尾 ゴンタ（なみお・ごんた）
捕手。アカデミー編では固定キャラで最もパワーのある選手。流哉と一緒に野球アカデミーに入学する。登録名は「ゴンタ」。実は怪獣であり、パワフルタウンの自然破壊により怒りを募らせるが、流哉と一緒に卒業する約束をして自然に帰ることにする。開幕版では試合に出場できなかったが、決定版では出場できるようになった。
車 葉三（くるま・ようぞう）
三塁手兼外野手。ヤンキー風の髪型をしている。学力的には低いと思われる（例えば「舎弟」【しゃてい】という字を【しゃだい】と読むことから）。根は良い人物であるが「座子川」という不良とつるんでおり、いいように利用されている。しかし友沢が合気道の腕前を発揮して座子川を倒したことで、友沢を尊敬することになる。球界の番長を目指しているらしい。
早賀 天馬（はやが・てんま）
二塁手。俊足で守備範囲は広いが、打撃能力は悪い。名前の通り早合点することが多く、エラーをするとすぐにクヨクヨしてしまう性格。そのせいかエラー回避は1でマイナス特殊能力であるエラーを所持している。しかし、失敗しても努力を続ける矢部や主人公を見て悩みを一掃する。
霧尾 悟（きりお・さとる）
先発型の投手。150km/hオーバーの直球とカーブが武器だがコントロールは悪い。ドラフトギリギリの年齢（30歳）であるため少しあせっている。あおいに恋をしており、主人公とゴンタにフォローを頼んだ。クリア時は極亜久やんきーずにドラフト6位指名される。
佐藤 太郎（さとう・たろう）
一塁手。特殊能力は付いているが基本能力は全て最低クラス。姫野カレンがアカデミー入学を入学直前で断念しなければならなくなった人物の名前を借り、お面とユニフォームで変装した姿。明らかにお面と顔のサイズが合っていないが、なぜかすべての登場人物（橘を除く）がこの変装を見抜けないでいる。必殺技は「アンドロメダアタック」。
座子谷座子男（ざこたに・ざこお）
4月1週中に早々に退任してしまうC組講師。自分でも「野球の事はよくわからない」と発言していたため、主人公からも「反面教師なんじゃないか？」と疑われていた。評価のコメントはプログラム上では最低から最高まで用意してある。最低「よくわからんな」、初期「フー、もっとやれるかも？」、普通「」、良い「」、最高「お前サイコー!かもな。」である。
神高 龍（かみたか・りゅう）
東日本アカデミーの投手。東日本アカデミー会長の息子であり、父の言いなりである。野手能力も含め、すべての能力に秀でた選手である。パワプロ13にも登場している（アンドロメダ高校）。父親、母親（パワプロ8で登場）同様、日本のアマチュア野球界を牛耳ろうとする企むキャラクターとして登場している。22歳。
愛夢 長介(あいむ・ちょうすけ)
アルバイトの紹介・現場指揮やプロテスト編で練習用球場の斡旋をしてくれるほか、パワフルタウンの施設を利用出来るパワチケをくれたりする。モデルはいかりや長介。
猪狩 進
猪狩守の弟。メジャーリーグ「レッドエンジェルス」の捕手。元チームメイトである神童の求めに応じ、全国大会優勝後の「パワフルタウン連合軍」戦に参加する。25歳。
- なお、各地の野球アカデミーには固有の選手として井倉（北海道）、板子（東北）、大須（中部）、天下（西日本）、正岡（四国）、ラフティ（九州）らがいるが、全国大会決勝戦では神高家の策謀により東日本アカデミーに編入している。

#### 社会人助っ人編
飯田 疾平（いいだ・しっぺい）
ミゾットスポーツ支店長。多額の借金を背負ってしまい、助っ人稼業を思いつく(助っ人稼業の「言い出しっぺ」)。のほほんとしているが、社員達の練習風景を見ては鋭いアドバイスを残していく。
山口 賢（やまぐち・けん）
ミゾットスポーツ支店経理部所属。かつての帝王実業高校、帝王大学のエース。大学4年生のときに利き腕である右腕を負傷し、夢を諦める形で野球を辞めた。しかし、野球への思いを断ち切ることができず、野球用品を扱うミゾット社に入社。その後、主人公の誘いに応じて再び野球を始める。本来の利き腕ではない左投げでゼロから再出発することとなったが、再び野球を辞めたいと思うようになる。しかしマネージャーの瀬久椎と主人公の説得に応じ、再び高校・大学時代の闘志を燃え上がらせた。翌日から野球帽を被って練習するが、素顔と帽子を被った姿が別人になる。実は過去の作品にも名前だけでは登場しているが、主人公と同じチームに所属するのはこのシリーズで初。仕事も良く出来るうえ、爽やかで面倒見のよい性格なので主人公や社員から慕われている。26歳。
パワプロ11のサクセス帝王大学（和解後）編においてはクリア後のエンディングで、山口から今回の利き腕転向を匂わせる発言の手紙が送られてくる場面があった。因みに、主人公との友情が芽生えなかった場合、投手能力はかなり悪くなる。マサカリ投法から投げ込む速球とフォークボールは今作でも健在で、右利き時代には持ち球になかったスライダーも操るかわりに、カーブが持ち球から消えている。初登場はパワプロ5。
ブロンコ・リー
ミゾットスポーツ支店開発部所属。二塁手、自称日本人。強烈にカールした緑色の髪(本人曰く「頭ボンバってる」)が特徴。練習道具の開発が好きで、完成したら主人公に実験させる。失敗することも多いが、成功すればかなり役に立つものばかりである。
多賀 望実（たが・のぞみ）
ミゾットスポーツ支店営業部所属。投手兼三塁手（主人公が野手の場合は投手能力はそのままで守備位置は三塁手のみ）。ミゾット社部長。元高校球児だったが、一度中継ぎ（主人公が野手の場合は代打）で失敗して以来スランプに陥り野球を辞めていた。しかし主人公が借金返済していくうちに野球部の練習に出るようになった。そして、高校時代のモヤモヤを払拭して山口と共にミゾットの先発陣を引っ張っていく。愛妻家。実はカツラを着用しており、ズラを持っていると友情タッグが組みやすい。
与志 剛（よし・つよし）
野球材料株式会社勤務。投手兼一塁手兼外野手（主人公が投手の場合は一塁手兼外野手）。主人公が野手なら投手、また主人公が投手なら野手となる（投手の場合はコントロールが悪いがスタミナとDカーブ、150km/hを超える剛速球が武器、野手の時はミートと足が悪いがパワーがずば抜けている）。主人公が助っ人として派遣されたチームの対戦相手として必ず一回現れる。その試合では主人公は投手の場合三振予告、野手の場合ホームラン予告をすることができる。ユニフォームを着ている時は威圧感さえ覚える迫力だが、脱ぐと人が変わったかのように弱々しい性格に様変わりし、ミスを連発してしまう。実は瀬久椎と同じ学校の後輩で、瀬久椎には頭が上がらない。名前は元中日ドラゴンズのストッパー、与田剛から。
嶋田 栄作
パワフル物産勤務。三塁手。'99開幕版の主人公の上司。なぜか頻繁に試合直前になって部員が退部しており、ミゾットに依頼を出している。
ほそぼそ製薬の人
ほそぼそ製薬からの依頼主。口癖は「ほそぼそとやっている」。そのせいか顔もかなり不健康気味。その性格から主人公の失敗を気にしない。固有選手に野良倉がいるが本人かどうかは不明。
五和理容店の人
五和理容店からの依頼主。口癖は「～ザマス」。また、妙に歯切れが悪い喋り方をするが本人曰く「トークは歯切れが肝心」。髪の長い人を見ると切りたくなるらしい、固有選手に五和Jrがいるが本人かどうかは不明。
どうどう堂のおっちゃん
どうどう堂からの依頼主。馬にしか見えない部下を率いており彼の周囲は常に馬の鳴き声がしている。口癖は「どうどうどう～」。非常にノリの軽い馬面の中年オヤジで主人公の失敗を「気にすんな！相手の調子が良かっただけだ！」と慰めてくれる。固有選手に馬弓、宇麻田がいるが本人かどうかは不明。
モーレツカンパニーオーナー
モーレツカンパニーからの依頼主。主人公は「もういい年して…」と苦言を漏らしているが自称「お姉さん」。
社長
アマチュア野球界最強のチームを擁する黒獅子重工の社長。過去にパワプロ6、'99開幕版にも登場している。依頼人の一人。自身も三塁手を務め、やはり選手としての能力は一流。59歳。
このほかにも、チームメイトがパワプロ'99、2000に登場した企業チームの助っ人に行く場合があるが、プレイヤーはその企業を選ぶことはできず、対戦相手としても登場しない。

#### プロテスト編
※の人物は主人公のチームにスカウト可能。
七葉 納
パワフルタウン市長。チームを再建する主人公達の熱意に触れ、監督を申し出る。それ以外でも試合に勝ち、パワフルタウンに空いた土地があれば主人公にどこにどんな施設を建設するか提案してくる。
輝 星也 （かがやき・せいや）※
強豪の草野球チーム「ストロングナックルズ」の三塁手兼遊撃手兼外野手。走攻守3拍子揃った好打者。右投げ両打ち。主人公と同じアパートに住む。最初は容姿も悪く、主人公の発言にいちいち突っ込んだり、冷や水を浴びせてバカにしたりとかなり嫌な奴だが、実は単に人付き合いが苦手なだけで、ガンダー（犬）を助けた際に気絶し、病院に運ばれて目を覚ましたら何故か自然を愛するさわやかな美青年キャラに変貌する。星占いが出来る。
同年発売の『パワプロクンポケット8』では、設定は大幅に変更され同作で登場している。
穂小路 茶麻呂(ほのこうじ・ちゃまろ)
大企業「HONO」の御曹司で、P-12と行動を共にしている。わがままだが子供らしい純真な一面も持つ。
P-12（ぴーじゅうに）※
大企業「HONO」製のロボット。富豪たちの草野球チーム「丘の上ヨットハーバーズ」の投手。右投げ左打ち。試合中は人肌と同じ色のカバーをつけている。価格は相当なもののよう。148km/hの直球を投げ、変化球はHスライダーとVスライダー。ロボットであるためか、投手ながら打撃のパワーもかなり高い。主人公に「友達」と言うものを教えられ友情が芽生えると言う（ありがちな）イベントを経て友情タッグ練習が可能。
江戸前 板三(えどまえ・いたぞう)
商店街の草野球「底良野ベースボール愛好会」の監督。有名な高級寿司店の板長としても著名な人物。人情家。
川野 鮒男（かわの・ふなお）※
「底良野ベースボール愛好会」の外野手。右投げ右打ち。チャンスに強い。魚屋（淡水魚専門）を経営しているがかなりトボけている。帳簿に売り上げが3,000,000円と書かれていたのを区切りの点を小数点と思い込んで3円に修正していたため経営難と思い込み激しく悩む。広島東洋カープのファン。猫が大の苦手。
矢住 薫（やすみ・かおる）※
少年野球団「湾拍町少年野球チーム」の投手。右投げ右打ち。中学3年生だが容貌は強面のおじさんそのもので、顔を見ただけで怖がられる。さらに声変わり前なので声も高く、容貌と相まって本人はかなり気にしている。詩が趣味。不良に絡まれていた女性を主人公と共に助けることで友情が芽生える。球種が豊富でナックルボールを操るが、変化量は少なく球速も遅いので試合ではあまり使えない。
海野 幸子（うみの・さちこ）※
女性だけの草野球チーム「瀬令舞町婦人野球倶楽部」の捕手兼外野手。右投げ右打ち。パワフルな女性であおいと同級生。旧姓は高木で、恋々高校（『実況パワフルプロ野球9』で登場）時代はソフトボール部の4番でキャプテン。筋力はあるが、体力はあまり無く、足も遅い。彼女の怪力は開かないドアを破壊したり、モンスターを一撃で倒したりと遺跡探索イベントで遺憾なく発揮されるほか、選手としてもパワーCに加えて弾道4と、充分ホームランを狙う事ができる。子持ちで友情が芽生えた場合のタッグ練習で1コマだが彼女の娘らしい子供が登場する。以降の作品では海野が米俵を持ち上げ、その上に娘を乗せているグラフィックが使用されている。26歳。
水狐 光世（すいこ・みつよ）
投手。かつてミラクルズの選手だったが突如脱退、「安刻ブラックホールズ」を結成し（決定版ではそのあたりの事情が語られる）、強豪の域にまで高めた。プロ入りには興味はなく、草野球の頂点を目指す謎の目標を持つ。左腕から150キロに迫る速球と高速スライダーを投げ込む本格派。プロテスト編の選手では、唯一仲間にならない。
加藤 理香
流浪の女医。頻繁に主人公に対し怪しいクスリを勧めてくる。水狐ともつながりがある。パワプロクンポケットシリーズで登場する「プロペラ団」とは並々ならぬ因縁を持っている。

## 実況
- 実況
  - 河路直樹（フリー）
- ウグイス嬢
  - 吉川朋江（セイ）
  - 中野耕史（フリーDJ）

## 主題歌
- 『空色の軌跡』歌：麻田キョウヤ
  - 作詞：麻田キョウヤ 作・編曲：北川保昌（コナミ）
- 『Belleve』歌：藤田佳子
  - 作詞：藤田佳子 作・編曲：広野智章（コナミ）
- アニメーション製作
  - Production I.G
- 登場選手
  - 松坂大輔、城島健司、新庄剛志、渡辺俊介、村松有人、岩隈久志、井端弘和、岩村明憲、清原和博、赤星憲広、嶋重宣、佐々木主浩